# Cintalapa
Cintalapa, oficialmente llamada Cintalapa de Figueroa, es una ciudad mexicana ubicada en el estado de Chiapas, cabecera del municipio homónimo y del 14.º distrito de Chiapas.Es la séptima ciudad. 
población del estado.

## Toponimia
El nombre de Cintalapa es de origen náhuatl y quiere decir: "agua en el subsuelo". El 6 de enero de 1942 se le agrega el apellido Figueroa, en homenaje a la memoria del poeta Rodulfo Figueroa Esquinca.

## Historia
En la antigüedad a Cintalapa se le conocía con el nombre de Tlacuatzin, que significa «cerro de los tlacuaches». Pero desafortunadamente se desató una epidemia y enfermaron todos los habitantes que hasta ese entonces formaban a la comunidad. Los fundadores decidieron cambiar de lugar y nombre al pueblo y lo trasladaron a un valle cercano conocido como Cintalapa.
La primera cultura que se instaló en la región fue la Olmeca, como lo atestiguan numerosos vestigios arqueológicos. Durante el siglo XI o XIIse asentaron en la zona los Toltecas; posteriormente fueron los zoques quienes ocuparon el territorio del municipio. Entre 1486 y 1488 llegan los aztecas durante una de las expediciones de conquista de Ahuízotl. Durante la época colonial, Cintalapa fue una aldea ganadera según las descripciones de Fray Bartolomé de las Casas y de Tomás Gage a su paso por Cintalapa.

## Geografía
Cintalapa se localiza en el este del municipio homónimo, en el oeste de Chiapas, cerca del límite con el municipio de Jiquipilas.
Se encuentra dentro de un valle, a orillas de la sierra. Se encuentra a 577 m s. n. m. y cubre un área de 11.69 km².

## Demografía
De acuerdo con el censo realizado en 2020 por el Instituto Nacional de Estadística y Geografía (INEGI), en Cintalapa había un total de 49 201 habitantes, de los que 25 651 eran mujeres y 23 550, hombres.
| Gráfica de evolución demográfica de Cintalapa entre 1900 y 2020 |
|                                                                 |
| Fuente: Instituto Nacional de Estadística y Geografía.          |

## División política
La ciudad de Cintalapa cuenta con barrios y colonias. 

### Barrios de Cintalapa
- Barrio Tepeyac
- San Martín
- Guadalupe
- Santo Domingo
- Barrio central
- Santa Cecilia
- San Francisco
- San Marcos
- 4 de Octubre
- La Obrera Campesina
- Los Laureles
- La Esmeralda
- Seguro Social
- Los Girasoles
- 14 de Febrero
- Juan Sabines
- Salomón Blanco
- Mirador
- La Candelaria

### Colonias dentro de la mancha urbana de Cintalapa
Fracc. Juan Sabines, Colonia Urbana, Col. Linda Vista e Insurgentes.

### Otras colonias de Cintalapa
Gustavo Díaz Ordaz, Rodulfo Figueroa, Ramón E. Balboa, Flor de Chiapas, Hierba Santa, Nuevo Tenochtitlan, Rosendo Salazar, Corazón de Valle, Valle de Corzo, Samuel León Brindis, Villa Morelos, Vista Hermosa, Roberto Barrios, Tehuacán, Bethel, La Asunción, Mérida, Pomposo Castellanos, Lázaro Cárdenas, Esperanza de los Pobres, Nueva Libertad, Eloy Borras, San Joseito, Las Maravillas, Jorge de la Vega, Monte Sinaí, Ciénega de León, Abelardo Rodríguez, Emiliano Zapata, Venustiano Carranza, Mariano P. Díaz, Plan de Guadalupe, Simón Bolívar, Constitución, Gral. Rafael Cal y Mayor y Las Merceditas.

## Religión
El 76.86% de la población profesa la religión católica, 9.23% protestante, 4.84% bíblica no evangélica y 8.18% no profesa credo. En el ámbito regional el comportamiento es: católica 75.54%, protestante 6.89%, bíblica no evangélica 8.82% y el 7.81% no profesa credo. Mientras que en el estatal es 63.83%, 13.92%, 7.96% y 13.07% respectivamente.

### La Fiesta de Candelaria
La Fiesta en honor a la Virgen de la Candelaria en la ciudad de Cintalapa, se remonta a los orígenes de esta comunidad, como menciona Quintín Acosta Cruz, cronista cintalapaneco, a partir de la colonización de México, los españoles recién llegados empezaron a fundar pequeñas fincas en las grandes extensiones de terrenos que les fueron legados por las autoridades de esa época, trabajando la tierra con la diversificación de cultivos y crianza de animales para satisfacer las necesidades de alimentación propias y de los trabajadores.
Con el paso del tiempo, pobladores de diversos lugares fueron acercando a las fincas de mayor producción en búsqueda de trabajo, logrando su cometido, formando familias con las lugareñas, con el crecimiento de la población, los hacendados dotaron a grupos de sus trabajadores con porciones de terrenos cercanos a las fincas y así fue como se inició la creación de algunos de los primeros centros de poblaciones aledaños a estos centros de producción agrícola y ganadera en nuestra región.
En uno de estos centros de población llamado “Tlacuatzin” inicia la tradición de la Virgen de Candelaria.
Acosta cuenta que en la capilla de “Tlacuatzin” se veneraba a una Virgen traída por los Frailes españoles llamada “Virgen de la Candelaria”, muy milagrosa y con una gran cantidad de devotos.
El poblado “Tlacuatzin” fue decayendo y finalmente abandonado por sus pobladores, algunos de los cuales se avecindaron en la llamada en esa época, Villa de Cintalapa, trayendo con ellos entre otras costumbres, la devoción a la Virgen de la Candelaria, tradición que fue bien recibida por los lugareños, quienes con el paso del tiempo y con el apoyo de los sacerdotes asignados al lugar hicieron crecer y la fueron transmitiendo a hijos, familiares, amigos y vecinos.
Con el crecimiento de la población, la migración de los naturales a diversos lugares llevando la tradición y regresando a festejar en los días de la fiesta, celebrada el día dos de febrero, con peregrinaciones, ofrendas y diversos actos religiosos propios de la tradición católica. La celebración empezó a crecer y con ella el acercamiento de los vendedores callejeros de diversos artículos, los cuales en aquella época eran naturalmente novedosos y algunos hasta desconocidos para los curiosos compradores.
Actualmente la feria anual de la Candelaria, cuya fecha principal es el dos de febrero, posee un peso económico y religioso fuerte dentro del flujo social de la ciudad.

## Sitios de interés
- Reserva sustentable "Los Ocotones".
- Parque Central (o de La Candelaria).
- Santuario de Las Garzas.
- Centro ecoturístico "Nuevo Mundo".
- Galería Del Arte, De Cintalapa.
- Centro ecoturístico "Arco del Tiempo".
- Carriles San Juan.
- Presa Tolan.
- Exhacienda La Providencia.